# Gai Licini Macre
Gai Licini Macre (llatí: Gaius Licinius Macer) va ser un historiador romà, del grup dels annalistes. Era el pare de Gai Licini Macre Calvus. Va néixer al voltant de l'any 110 aC.
Va ser qüestor al voltant de l'any 78 aC i tribú de la plebs el 73 aC, i després pretor (68 aC) i propretor (67 aC), però no se sap de quina província. L'any 73 aC va acusar Gai Rabiri de participar en la mort de Saturní, però va ser absolt, un delicte pel qual Rabiri va ser tornat a portar a judici per segona vegada deu anys després. Ciceró va acusar Macre l'any 66 aC per la llei de Repetundae, i haguera estat condemnat tot i la influència del seu amic Cras, però ho va evitar suïcidant-se i estalviant així el deshonor a la família i la pèrdua dels seus béns, cosa que hauria passat si l'haguessin condemnat regularment. Aquest és el relat que dona Valeri Màxim, i no difereix del que es conserva de Plutarc.

## Obres
Els seus Annales o Rerum Romanarum Libri o Historia, com són designats pels historiadors, són citats amb molt de respecte per Titus Livi i Dionís d'Halicarnàs. Començaven amb l'origen de Roma i ocupaven un mínim de vint-i-un llibres. Sembla que va prestar molta atenció a la història de les lleis antigues i havia consultat documents oficials antics, especialment els Libri Lintei (Llibres de lli) conservats al temple de Juno Moneta. Titus Livi, que segueix en alguns punts aquests annals, li retreu la seva parcialitat cap a la gens Licínia, de la qual Macre en formava part. Ciceró parla molt dels seus mèrits d'escriptor i d'orador, fins i tot amb menyspreu, però potser es deuria a la seva enemistat personal.
Priscià de Cesarea va conservar un fragment del seu discurs Pro Tuscis, i Noni Marcel una sola frase de la seva carta Epistola ad Senatum.